# 南峤滇竹
南峤滇竹（学名：Gigantochloa parviflora）为禾本科巨竹属下的一个种。其种加词“parviflora”意为“小花的”。特产于中国云南勐海。生于海拔1460米的山谷中。模式标本采自云南勐海。但至今没有再次采到。